# Euphorbia bodenghieniae
Euphorbia bodenghieniae es una especie fanerógama perteneciente a la familia de las euforbiáceas. Es endémica de Zaire.

## Taxonomía
Euphorbia beillei fue descrita por (Malaisse & Lecron) Bruyns y publicado en Taxon 55: 412. 2006.
Etimología
Euphorbia: nombre genérico que deriva del médico griego del rey Juba II de Mauritania (52 a 50 a. C. - 23), Euphorbus, en su honor – o en alusión a su gran vientre –  ya que usaba médicamente Euphorbia resinifera. En 1753 Carlos Linneo asignó el nombre a todo el género.
bodenghieniae: epíteto otorgado en honor de mademoiselle Bodenghien, quien acompañó al botánico belga François Malaisse en su expedición al antoguo Zaire ahora República Democrática del Congo.
Sinonimia
- Monadenium bodenghieniae Malaisse & Lecron	[6]